# 鄅国
鄅国，为春秋时期的诸侯国。

## 起源
鄅国的国君为妘姓，西周时受封于鄅，建立了鄅国，爵位为子爵。

## 历史
鄅国曾经是邾国和楚国的附庸。春秋时期，鄅国被鲁国吞并。

## 国君
- 鄅子，前524年前后在位的国君，向戌的女婿

## 灭亡之后
灭亡之后，鄅国成了一个鲁国的城市，改名“启阳”。鄅的国民去掉了鄅字的偏旁，成为禹姓。

## 地理位置

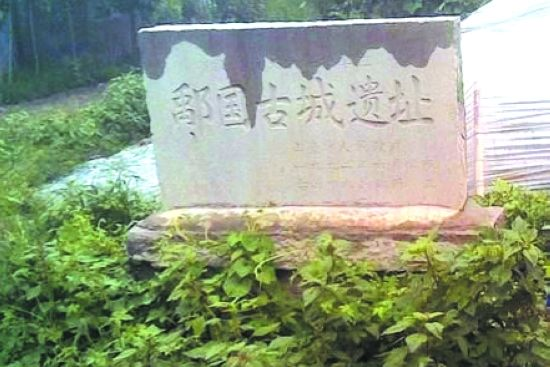
山东临沂鄅国遗址

位置在古琅琊开阳县。今临沂、苍山、沂南地区。